# Acraea horta
Acraea horta is een vlinder uit de familie Nymphalidae. De wetenschappelijke naam van de soort is gepubliceerd in 1764 door Carl Linnaeus.

## Kenmerken
De voorvleugels van het mannetje vertonen rode en zwarte kleuren, terwijl die van het vrouwtje lichtbruin zijn. Bij beide geslachten komen melanistische en albinistische afwijkingen voor. De voorvleugels van beide geslachten zijn nagenoeg transparant.

## Verspreiding en leefgebied
Deze giftige vlindersoort komt voor in Zimbabwe (als dwaalgast), Zuid-Afrika, Eswatini en Lesotho.

## De rups en zijn waardplanten
De rups leeft op:
- Achariaceae
  - Ceratiosicyos laevis (Thunb.) A.Meeuse
  - Guthriea capensis Bolus
  - Kiggelaria africana L.
- Passifloraceae
  - Passiflora caerulea L. (exoot)
  - Passiflora edulis Sims
  - Passiflora manicata (Juss.) Perr.
  - Passiflora mollissima (Knuth) L.H.Bailey (exoot)
  - Passiflora manicata (Juss.) Pers.

De waardplant Kiggelaria africana is een plant met gifstoffen. De rupsen nemen deze gifstoffen op en doen geen moeite om zich te verstoppen, omdat ze op hun giftigheid vertrouwen. Ze hebben ook vertakte stekels op hun lichaam.